# KBO T1
Der zweiachsige Verbrennungstriebwagen T1 der Kleinbahn Bremervörde–Osterholz (KBO) wurde 1933 von der Waggonfabrik Gotha gebaut. Er hatte ursprünglich keine Zug- und Stoßeinrichtung und verkehrte als Einzelfahrzeug. 1956 wurde der Triebwagen umgebaut.
Der Triebwagen wurde zudem bei der Ankum-Bersenbrücker Eisenbahn und der Ahaus-Enscheder Eisenbahn eingesetzt, dem seit 1967 eine Laufbahn bei verschiedenen Museumsbahnen in den Niederlanden und in Deutschland folgte. Der Triebwagen befindet sich 2019 in Gotha bei der IG Hirzbergbahn und wird historisch aufgearbeitet.

## Geschichte und Einsatz

### Kleinbahn Bremervörde–Osterholz
1934 erhielt die Gesellschaft mit dem T1 einen kleinen, zweiachsigen Dieseltriebwagen. Er hatte ursprünglich keine Zug- und Stoßeinrichtung und war lediglich mit Prallplatten für den Solobetrieb ausgerüstet. 
1942 änderte die Gesellschaft ihren Namen in Bremervörde-Osterholzer Eisenbahn (BOE). Ab 1949 wurde das Fahrzeug als T101 umgezeichnet.
Von August 1955 bis November 1956 wurde der Triebwagen umgebaut. Der Rahmen und das Fahrgestell wurden verlängert und eine schräge Frontscheibenpartie hinzugefügt. Er erhielt zudem eine Zug- und Stoßvorrichtung zur Mitnahme von Beiwagen.

### Ankum-Bersenbrücker Eisenbahn
Von April 1959 bis Oktober 1962 war der Triebwagen bei der Ankum-Bersenbrücker Eisenbahn im Einsatz. Dabei trug er anfangs noch die Bezeichnung T101. Ab einem nicht bekannten Zeitpunkt wurde er wieder als  T1 bezeichnet.

### Ahaus-Enscheder Eisenbahn
Ab 1963 war der Triebwagen bei der Ahaus-Enscheder Eisenbahn eingesetzt. Er verkehrte bis 1967 unter der Bezeichnung T10.

### Einsatz bei Museumsbahnen
Von 1967 bis 1998 war der Triebwagen bei der Museumsbahn Museum Buurtspoorweg in den Niederlanden im Einsatz. Dann folgte bis 2004 ein Einsatz im Museumsbetrieb der Delmenhorst-Harpstedter Eisenbahn.
Im gleichen Jahr wurde der Triebwagen von den Eisenbahnfreunden der Steinhuder Meer-Bahn erworben und im Lokschuppen in Wunstorf hinterstellt. 2016 wurde er von der IG Hirzbergbahn übernommen. Angestrebt wird die historische Aufarbeitung des Fahrzeuges.

## Technische Merkmale
Der Triebwagen wurde nach den Grundsätzen des Leichtbaues hergestellt. Die Lenkachsen trugen den Wagenkasten auf Blattfedern. Der Führerraum war vom Fahrgastraum nicht abgetrennt, im hinteren Einstiegsraum konnte Gepäck mitgeführt werden. 
1955 wurde der Triebwagen für den Betrieb mit Beiwagen umgerüstet und vergrößert. Dabei wurde Rahmen und Fahrgestell verlängert sowie an den Seitenwänden zwei zusätzliche Fenster für einen vergrößerten Vorraum eingebaut. Die Einstiegstüren wurden von Dreh- auf Schiebetüren umgebaut. Das Fahrgastabteil blieb unverändert, da nach dem Umbau lediglich über vier Fenstern Lüftern vorhanden waren. Die Anzahl der Sitzplätze wurde nicht verändert.
Ferner wurde die Vorderfront umgestaltet, die Frontscheiben wurden angeschrägt. Die Inneneinrichtung ist im Westenlichen im Zustand der 1950er Jahre. Der Triebwagen hat beim Umbau Trennwände zwischen Fahrgastraum und Einstiegsraum sowie bequemere Sitze erhalten.
Motor und Getriebe waren auf einem Tragrahmen gelagert und am Untergestell aufgehängt. Der Motor ragte in den Fahrgastraum hinein. Er wurde in mittiger Lage von einer Sitzbank abgedeckt. Als Motor wurde der Vierzylinder-Viertakt-Dieselmotor vom Typ Daimler-Benz OM 65 verwendet, die Kraftübertragungsanlage erfolgt über ein Mylius-Getriebe mit vier Gängen. Bei Versuchsfahrten wurden Geschwindigkeiten bis 70 km/h erreicht.